# 额尔德尼布木巴
额尔德尼布木巴（满语转写：erdeni bumba），博爾濟吉特氏。《清史稿》稱其為世祖廢后。出身科爾沁部（內札薩克蒙古哲里木盟科尔沁左翼中旗），她是卓哩克图亲王乌克善之女，順治帝之嫡后，同時也是孝庄文皇后布木布泰之姪女。

## 生平
順治帝幼时，由睿亲王多尔衮摄政，他为順治帝选择了额尔德尼布木巴为皇后。这桩“因亲定婚”的婚姻，是后金时代开始的满蒙联姻的沿续。順治八年（1651年）正月十七日，额尔德尼本巴的父亲乌克善親自將女兒送至京師。同年二月，順治帝对已逝世的多尔衮开始一系列的惩罚，为日后废后埋下伏笔。五月，清廷对皇后仪杖，以及皇帝大婚时赐给皇后家属的礼物和纳采礼陆续做出一系列规定。八月十三日，正式冊立额尔德尼本巴爲皇后。
根據《孝獻皇后行狀》的記載，順治帝雖然認為額爾德尼布木巴的儀容舉止足稱佳麗，又極為聰明靈巧，但是亦認為她是一個心術不端和嫉妒心很強的人，憎惡身邊年輕貌美的女子，欲害死她們，又喜歡奢侈的生活，任意糟蹋東西，不知愛惜，用膳時看見有一件器具不是金製的，就會感到憤怒和不高興，位下的車馬都以珠玉和彩色絲織品來點綴和裝飾。因此，順治帝選擇移居別宮，不再接見她，引起順治帝廢后之意。额尔德尼本巴由多尔衮选立亦是被废的原因之一。
順治十年（1653年）八月二十四日，順治帝諭內院考察前代廢史事例子，大學士馮銓、陈名夏等人堅決勸諫，未能成功。順治帝遂於翌日奏聞昭聖皇太后，降额尔德尼本巴為靜妃，改居側宮。
順治十年八月二十六日，順治帝上諭禮部，正式將皇后廢為靜妃。翌日，禮部臣工共同奏言皇后正位之初曾告祭天、地、宗廟，如今未同諸大臣議論便廢掉皇后不符合程序，祈請先討論再做決斷。順治帝對此為難，將此事下達議政王大臣會議討論。員外郎孔胤樾上奏表示皇后正位三年，未曾聽聞顯有失德，僅僅以“無能”二字定廢謫之案，不能服皇后之心和天下後世之心。
御史宗敦一、潘朝選等十四人合辭乞求皇帝收回成命，順治帝認為其揣度聖心、沽名釣譽，龍顏大怒，駁斥孔允樾，并懲處宗敦一等人。
順治十年九月一日，議政王大臣會議請求順治帝選立東西兩宮，依舊維持额尔德尼本巴的皇后位號，順治帝不從，命覆議。九月五日（10月25日），鄭親王濟爾哈朗將議論結果奏聞順治帝，额尔德尼本巴的皇后之位最終被廢。
顺治十一年（1654年）二月，出爐一条规定，“吏部议，凡满洲、蒙古、汉军受封命妇或有夫妻不谐，情愿离异者，应听其夫自便。有夫故再适者，应将本妇原得诰敕追夺。从之。”意思是命妇和丈夫不和，丈夫愿意离婚可以离。若命妇在丈夫去世后再嫁，原有的诰命将被追夺。顺治帝在废后几个月后，允准了这条提案實在耐人寻味。

## 被废之后
順治十三年九月，卓里克圖親王吳克善在廢后之後首次前往京師，並在太和殿朝見順治帝。朝鮮麟坪大君李㴭所著《燕途纪行》称，顺治十三年（1656年），乌克善入京朝见，順治帝允许他将額爾德尼布木巴带还科尔沁，同年十月十六日起行。朝鲜史书又记载，額爾德尼布木巴返回科尔沁后，生下顺治帝之子，清廷屢次請求蒙古將他送回大清，但都不成功，使清廷和蒙古之間互相齟齬，但是当代學者据其新发掘的清宫档案，認為這种说法與康熙元年靜妃前往京師的動態與一應優待相違，因此朝鮮史書的說法並不可信。
順治十八年冬旬，三位婦差，以及頭等侍衛額爾克、牛錄章京圖魯惠、典儀烏喇岱、額色忒、畢爾塔噶爾額駙（靜妃兄弟）之庫掌、兵丁十二人，將靜妃從卓里克圖親王部帶到京師。考慮到順治帝駕崩於順治十八年正月初七日，靜妃此番來京可能是要參加順治帝的週年祭禮。
康熙元年正月二十八日，包衣諳班費揚古、尼雅罕所奏，詢問靜妃應領的緞匹數量（当时宫中妃嫔、仆妇的待遇等级），奉旨靜妃的待遇與乾清宮五位福晉（即孝康章皇后、恪妃、恭靖妃、端順妃和淑惠妃）相等，並得到昭聖皇太后的認可。這表明靜妃在康熙元年被重新給予妃嫔待遇，證明她在此之前未擁有妃嫔待遇，即不屬於宮廷人員，並未居住於宮廷。二月二十四日，內務府衙門所奏，詢問內務府派官兵「往送靜妃」時取用的牲口數量，而二月二十五日，包衣諳班瑚密塞、尼雅罕、嘉布佳所奏，詢問靜妃一行人所遺留的蒙古包等傢具如何處理，證明靜妃只是在京師短暫居住，並應在此日期前後離開京師。
後世所修的《漢文列祖子孫直檔玉牒》並未將靜妃列入順治帝的諸位后妃之中。嘉慶十二年十二月，軍機處奉嘉慶帝旨意詢問東陵妃園寢的相關部門，希望了解「順治年間靜妃薨後」，其金棺在甚麼時候、甚麼地方奉安，奉安後如何歲時行禮，以及靜妃的誕辰和忌辰是何時，可見在一百多年後的嘉慶年間，連清廷內部都不太了解靜妃的下落及喪葬安排，甚至誤稱靜妃在順治年間去世。根據清東陵的實地情況，靜妃並未葬於該地。

## 影視作品
| 年份   | 作品                | 電視公司     | 演員   | 使用的名字、称谓 | 备注                     |
| ------ | ------------------- | ------------ | ------ | ---------------- | ------------------------ |
| 1992年 | 《再世情緣》        | 中國電視公司 | 李黛玲 | 靜妃             |                          |
| 1992年 | 《一代皇后大玉兒》  | 中國電視公司 | 劉秀美 | 錦兒             |                          |
| 2002年 | 《少年天子》        |              | 郝蕾   | 皇后、静妃       |                          |
| 2002年 | 《孝庄秘史》        |              | 吴晓丹 | 娜木钟           | 娜木钟是懿靖大貴妃本名。 |
| 2012年 | 《山河恋·美人无泪》 |              | 董慧   | 孟古青、靜兒     |                          |
| 2015年 | 《多情江山》        | 河南影視     | 徐小颯 | 索尔娜           |                          |

## 备注
1. ↑  额尔德尼蒙古语意为宝贝、宝物、珍宝。布木巴又可译为“奔巴”，意为瓶子。
2. ↑  據中國作家王鏡輪推測，這座側宮為紫禁城西六宮的永壽宮，來源於順治帝在寵妃董鄂妃死後所撰寫的《孝獻皇后行狀》中如此寫道：「今年（順治十七年）春，永壽宮始有疾，后（指已被追封為孝獻皇后的董鄂妃）亦躬親扶侍，三晝夜忘寢興，其所以殷殷慰解悲憂，預為治備，皆如侍今后者。」意為：董鄂妃曾不眠不休地看顧居住在永壽宮的一位患病女性，如同服侍當今皇后。這位女性不太可能是當時住在永壽宮的恪妃，即便就是恪妃，順治也無須避諱其名，因此推測這位女性是為世祖廢后。
3. ↑  满族在入关前，认可一夫多妻多妾制，不同于汉族社会只允许一位嫡妻存在的一夫一妻多妾制。入关后，此类遗风尚存，观念上可接受两位皇后[參⁠ 13]。
4. ↑   註:

## 延伸阅读
[在维基数据编辑]
 《清史稿/卷214》，出自趙爾巽《清史稿》
 在维基共享资源阅览影像